# 薩默菲爾德 (佛羅里達州)
薩默菲爾德（英語：Summerfield）是位於美國佛羅里達州馬里昂縣的一個非建制地區。該地的面積和人口皆未知。

## 地理
薩默菲爾德的座標為29°00′30″N 82°02′06″W / 29.00833°N 82.03500°W，而該地的平均海拔高度為27米（即89英尺）。